# Perikardpunktion
Unter einer Perikardpunktion oder Herzbeutelpunktion versteht man die diagnostische oder therapeutische Punktion des Herzbeutels, etwa mit einer Kanüle. Im Gegensatz zur auch „blind“ durchführbaren Punktion erfolgt die von Morgagni im 18. Jahrhundert noch für sicherer gehaltene Perikardiozentese unter Sicht.

## Indikationen
Die Perikardpunktion wird in der Regel nur durchgeführt, wenn ein Perikarderguss oder – sehr selten – ein bedeutsames Pneumoperikard vorliegt. Je ausgeprägter der Erguss ist, desto einfacher ist die Punktion.
Das gewonnene Punktat kann auf infektiöse Erreger, auf Tumorzellen und auf Entzündungszellen untersucht werden. Falls ein größerer Erguss vorliegt, kann auch eine dünne Drainage in den Herzbeutel platziert werden, um eine vollständigere Entleerung zu erreichen.

## Durchführung
Eine Perikardpunktion wird im Allgemeinen in einem Krankenhaus von einem Arzt unter Monitoring von Herz, Kreislauf und Atmung erfolgen. Dazu kann eine Sedierung des Patienten mit einem Benzodiazepin oder Propofol erfolgen. Eine lokale Betäubung, eine ausreichende Desinfektion und steriles Arbeiten sind notwendig.
Sie wird heute meist unter Ultraschallkontrolle durchgeführt, weil dadurch Fehlpunktionen, etwa mit einer bereits von Morgagni befürchtenen Verletzung von Koronararterien, besser vermieden werden. Die Gerinnungswerte sollten vor der Punktion geprüft werden.

## Geschichte
Erstmals geschildert wurde die Durchführung einer Perikardpunktion möglicherweise von Wolfram von Eschenbach in seinem Werk Parzival, wobei es sich jedoch eher um ein Pleurapunktion handelte. Die Möglichkeit einer therapeutischen Perikardpunktion zur Entlastung des durch Erguss eingeengten Herzens nannte Jean Riolan erstmals 1653. Zur Perikardpunktion wird heute meist eine Kanüle verwendet. Der Chirurg Franz Schuh benutzte 1840 einen Trokar zur Blindpunktion des Perikards bzw. Perikardergusses. Die erste erfolgreiche Perikardiotomie führte 1819 der Spanier Romero durch. Theodor Billroth war noch 1882 der Meinung, dass „die Parazentese des hydropischen Herzbeutels […] sehr nahe an das heranreicht, was einige Chirurgen Prostitution der chirurgischen Kunst, andere chirurgische Frivolität nennen“.

## Mögliche Komplikationen
- Herzrhythmusstörungen
- Herzverletzung
- Lungenverletzung